# 小行星2413
小行星2413（2413 van de Hulst）是一颗围绕太阳公转的小行星。1960年9月24日，C. J. 万·豪敦、I. 万·豪敦-格勒内费尔德、T. 赫雷爾斯在帕洛马山发现了此天体。
該小行星以荷蘭天文學家亨德里克·C·范德胡斯特命名。
这颗小行星的绝对星等为254.21500等。